# Karl Flieher
Karl Flieher (* 9. Juli 1881 in Wien; † 20. Jänner 1958 in Zell am See) war ein österreichischer Landschafts- und Vedutenmaler.

## Leben
Bereits in seiner Schulzeit wurden Lehrer auf das zeichnerische Talent des jungen Karl Flieher aufmerksam. Anton Brioschi, Leiter des Hofoperntheaterateliers war von seinem Talent so begeistert, dass er ihn zu sich als Schüler an die Hofoper holte. Nach seiner Ausbildung erhielt er Aufträge an Opernhäusern in Österreich und Deutschland. Flieher blieb aber überwiegend in Wien tätig und malte vor allem Ansichten der österreichischen Alpenregionen.  Ab den frühen 1920er Jahren oftmals Motive aus der Wachau.
1919 verließ Karl Flieher Wien und lebte als freier Künstler. Jahrelang reiste er durch Österreich, Deutschland, die Schweiz und Italien. 1928 kam er schließlich nach Zell am See. Die kleine Stadt zwischen den Alpen wurde nun seine Wahlheimat.
Am 20. Jänner 1958 starb Karl Flieher in Zell am See und wurde dort am „Bergfriedhof“ begraben. Die Karl-Flieher-Straße in Zell wurde nach ihm benannt.
Seine Bilder, in Öl, meist aber Gouachen und Aquarelle, entstanden häufig nach Fotos und geben oft ältere Ortsansichten  wieder. 